# Grosbliederstroff
Grosbliederstroff là một xã trong vùng Grand Est, thuộc tỉnh Moselle, quận Sarreguemines, tổng Sarreguemines-Campagne. Tọa độ địa lý của xã là 49° 09' vĩ độ bắc, 07° 01' kinh độ đông. Grosbliederstroff nằm trên độ cao trung bình là 189 mét trên mực nước biển, có điểm thấp nhất là 105 mét và điểm cao nhất là 357 mét. Xã có diện tích 13,07 km², dân số vào thời điểm 1999 là 3334 người; mật độ dân số là 255 người/km².

## Thông tin nhân khẩu
| 1962  | 1968  | 1975  | 1982  | 1990  | 1999  |
| ----- | ----- | ----- | ----- | ----- | ----- |
| 3.108 | 3.218 | 3.279 | 3.163 | 3.092 | 3.334 |

## Địa điểm tham quan
- Notre Dame du Brandenbusch